# Joachim Kerzel
Joachim Kerzel (Hindenburg O.S., 1941. december 10. –) német színész, szinkronszínész, színházi színész és filmszínész.

## Élete
A sziléziai német Kerzel volt már Jack Nicholson vagy Jean Reno hangja is, és az E Nomine együttessel is együttműködött.